# 普尔巴塔杰普尔
普尔巴塔杰普尔（Purba Tajpur），是印度西孟加拉邦Hugli县的一个城镇。总人口6276（2001年）。

## 人口
该地2001年总人口6276人，其中男性3065人，女性3211人；0—6岁人口805人，其中男399人，女406人；识字率71.38%，其中男性为75.56%，女性为67.39%。